# Let's impeach the president
Let's impeach the president is een protestlied van Neil Young. Hij bracht het in 2006 via Reprise Records uit op zijn album Living with war. Daarnaast stelde hij het nummer en de bijgaande videoclip gratis ter beschikking op zijn website.
Het is een protest tegen het presidentschap van George Bush jr. en de Irakoorlog. Het rocknummer wordt niet tot een van zijn meest poëtische pennenvruchten gerekend, maar deed niettemin veel stof opwaaien. In het tekst steekt hij een tirade af tegen Bush en maakt hij hem uit voor een leugenaar, een spion van de burgers en iemand die moordenaars inhuurt en het volk misleidt. Herhaaldelijk begint hij coupletten met Let's impeach the president (Laten we de president afzetten).
Zijn manager Elliot Roberts verklaarde dat het lied is gewijd aan de staat waarin Amerika verkeert en de richting waarheen het opgaat. Zijn gehele album Living with war staat in het teken van de gewijzigde politieke koers in de VS. Het was echter met name dit nummer dat veel aandacht trok. Het album werd genomineerd voor een Grammy Award en een Juno Award.
Naast veel lof kreeg Young ook hevige kritiek op het lied. Hij zou ermee voorbijgaan aan de  aanslagen van 11 september 2001. Ondanks dat hij al sinds de jaren zestig in Californië woont, wordt hem ook verweten dat hij een Canadees is die de kritiek levert. In een artikel in Fox News wordt de lezer er verder fijntjes aan herinnerd dat Young verslaafd is aan marihuana. Vanwege zijn videoclip kreeg hij doodsbedreigingen aan zijn adres.
Young heeft in zijn carrière vaker protestliederen geschreven. Na afloop van de regering van president Ronald Reagan bracht hij bijvoorbeeld het nummer Rockin' in the free world (1989) uit.